# 49-й гірський корпус (Третій Рейх)
XXXXIX-й (49-й) гірський ко́рпус (нім. XXXXIX. Gebirgskorps) — гірський корпус Вермахту за часів Другої світової війни.

## Історія
XXXXIX-й гірський корпус був сформований 20 червня 1940 в Безансон

## Райони бойових дій
- Франція (жовтень 1940 — березень 1941);
- Югославія (квітень — травень 1941);
- Словаччина (травень — червень 1941);
- СРСР (південний напрямок) (червень 1941 — травень 1944);
- Румунія (травень — червень 1944);
- Карпати, Бескиди (червень 1944 — січень 1945);
- Німеччина (січень — травень 1945).

## Командування

### Командири
- генерал від інфантерії, з 24 листопада 1941 генерал гірсько-піхотних військ Людвіг Кюблер (нім. Ludwig Kübler) (25 жовтня 1940 — 19 грудня 1941);
- генерал-лейтенант, з 1 березня 1942 генерал гірсько-піхотних військ Рудольф Конрад (нім. Rudolf Konrad) (19 грудня 1941 — 26 липня 1943);
- генерал-лейтенант Гельге Аулеб (нім. Helge Auleb) (26 липня — 15 серпня 1943);
- генерал гірсько-піхотних військ Рудольф Конрад (15 серпня 1943 — 15 лютого 1944);
- генерал від інфантерії Фрідріх Кехлінг (нім. Friedrich Köchling) (15 лютого — 15 березня 1944);
- генерал гірсько-піхотних військ Рудольф Конрад (15 березня — 10 травня 1944);
- генерал артилерії Вальтер Гартманн (нім. Walter Hartmann) (10 травня — 26 липня 1944);
- генерал від інфантерії, доктор юриспруденції Франц Баєр (нім. Franz Beyer) (26 липня — 4 серпня 1944);
- генерал артилерії Вальтер Гартманн (4 — 5 серпня 1944);
- генерал-лейтенант, з 1 жовтня 1944 генерал гірсько-піхотних військ Карл фон Ле Сьюр (нім. Karl von Le Suire) (5 серпня 1944 — 8 травня 1945).

## Бойовий склад 49-го гірського корпусу
Формування управління, забезпечення та підтримки
- 132-ге артилерійське командування (Arko 132);
- 418-те управління корпусного постачання (Korps-Nachschubtruppen 418);
- 70-й гірський корпусний батальйон зв'язку (Gebirgs-Korps Nachrichten-Abteilung 70);
- 449-й Східний батальйон (Ost Bataillon 449).

- 1-ша гірсько-піхотна дивізія (1. Gebirgs-Division);
- Моторизований полк «Гроссдойчланд» (Infanterie-Regiment "Großdeutschland" (mot.).

- 1-ша гірсько-піхотна дивізія;
- 79-та піхотна дивізія (79. Infanterie-Division);
- 538-ма піхотна дивізія (538. Infanterie-Division).

- 1-ша гірсько-піхотна дивізія.

- 1-ша гірсько-піхотна дивізія;
- 257-ма піхотна дивізія (257. Infanterie-Division);
- 97-ма легка піхотна дивізія (97. leichte Infanterie-Division);
- 68-ма піхотна дивізія (68. Infanterie-Division).

- 1-ша гірсько-піхотна дивізія;
- 4-та гірсько-піхотна дивізія (4. Gebirgs-Division);
- 257-ма піхотна дивізія;
- 97-ма легка піхотна дивізія;
- 100-та легка піхотна дивізія (100. leichte Infanterie-Division).

- 1-ша гірсько-піхотна дивізія;
- 4-та гірсько-піхотна дивізія;
- 125-та піхотна дивізія (125. Infanterie-Division);
- 97-ма легка піхотна дивізія.

- 1-ша гірсько-піхотна дивізія;
- 4-та гірсько-піхотна дивізія.

- 1-ша гірсько-піхотна дивізія;
- 4-та гірсько-піхотна дивізія;
- 198-ма піхотна дивізія (198. Infanterie-Division);
- 7-ма парашутна дивізія (7. FallschirmJäger-Division);
- 3-тя італійська дивізія «Челере» (3a Divisione italiana "Celere").

- 4-та гірсько-піхотна дивізія;
- 198-ма піхотна дивізія;
- 3-тя італійська дивізія «Челере».

- 1-ша гірсько-піхотна дивізія;
- 4-та гірсько-піхотна дивізія;
- 2-га румунська гірсько-піхотна дивізія (2. rumänische Gebirgs-Division).

- 1-ша гірсько-піхотна дивізія;
- 4-та гірсько-піхотна дивізія;
- 46-та піхотна дивізія (46. Infanterie-Division).

- 13-та танкова дивізія (13. Panzer-Division);
- 1-ша гірсько-піхотна дивізія;
- 4-та гірсько-піхотна дивізія;
- 50-та піхотна дивізія (50. Infanterie-Division);
- 370-та піхотна дивізія (370. Infanterie-Division);
- 2-га румунська гірсько-піхотна дивізія.

- 50-та піхотна дивізія;
- 370-та піхотна дивізія.

- 50-та піхотна дивізія;
- 370-та піхотна дивізія;
- Частини:
  - 125-ї піхотної дивізії;
  - 3-ї румунської гірсько-піхотної дивізії (3. rumänische Gebirgs-Division);
  - 10-ї румунської гірсько-піхотної дивізії (10. rumänische Gebirgs-Division).

- 50-та піхотна дивізія;
- 370-та піхотна дивізія;
- Частини:
  - 19-ї румунської піхотної дивізії (19. rumänische Infanterie-Division).

- 19-та румунська піхотна дивізія;
- Частини:
  - 9-ї румунської піхотної дивізії (9. rumänische Infanterie-Division);
  - 5-ї авіапольової дивізії (5. Luftwaffen-Feld-Division);
  - 336-ї піхотної дивізії (336. Infanterie-Division).

- 50-та піхотна дивізія;
- 336-та піхотна дивізія;
- 1-ша румунська гірсько-піхотна дивізія (1. rumänische Gebirgs-Division);
- 2-га румунська гірсько-піхотна дивізія;
- 10-та румунська піхотна дивізія (10. rumänische Infanterie-Division);

- 100-та єгерська дивізія (100. Jäger-Division);
- 101-ша єгерська дивізія (101. Jäger-Division);
- 6-та угорська дивізія (6. ungarische Division);
- 13-та угорська дивізія (13. ungarische Division).

- 254-та піхотна дивізія (254. Infanterie-Division);
- 97-ма єгерська дивізія (97. Jäger-Division);
- 101-ша єгерська дивізія;
- 1-ша лижна дивізія (1. Ski-Division);
- 2-га угорська резервна дивізія (2. Reserve-Division (ung.).

- 4-та гірсько-піхотна дивізія;
- Бойові групи:
  - 78-ї фольксштурмової дивізії (78. Volks-Sturm-Division);
  - 320-ї фольксгренадерської дивізії (320. Volks-Grenadier-Division);
  - 16-ї угорської піхотної дивізії (16. ungarische Division).

- 3-тя гірсько-піхотна дивізія (3. Gebirgs-Division);
- 4-та гірсько-піхотна дивізія;
- 97-ма єгерська дивізія;
- 153-тя гренадерська дивізія (153. Grenadier-Division);
- 76-та піхотна дивізія (76. Infanterie-Division);
- 271-ша фольксгренадерська дивізія (271. Volks-Grenadier-Division).

- 4-та гірсько-піхотна дивізія;
- 153-тя гренадерська дивізія.